# イスラーム教徒による宗教的迫害
イスラーム教徒による宗教的迫害（イスラームきょうとによるしゅうきょうてきはくがい）では、イスラム教徒によってなされた他宗教の信者、無神論者、無宗教者などへの迫害について記述する。イスラームの支配領域において行われた異教徒への保護についてはズィンミーの項目を、イスラームの名の下に行われた戦いについてはジハードの項目も参照のこと。

## 歴史的迫害

### イスラーム初期の迫害
イスラームの開祖であるムハンマド・イブン＝アブドゥッラーフは寛容で慈悲深い人間であった。ただし、例外として自国民が多数襲撃される等の深刻な被害にあった場合や、多大なる損害をこうむった場合に自衛のために戦うことは行っていた（例としてクライザ族虐殺事件）。
しかしメッカの多神教徒に対しては、10年以上に渡って彼らから命を狙われ迫害を受け続け、国をも追われる原因となったにも拘らず、勝利したときにはメッカの街に無血開城し多神教徒を全くのおとがめなしで許したという歴史上例を見ない事件がある。以前にユダヤ教徒やメッカの多神教徒がムスリムを厳しく迫害しており、ムハンマド自身も命を失いかけたことがあったという事実があるにもかかわらずしめされたムハンマドの寛容な態度は、「イスラム教徒による宗教的迫害」というものが偏見と捏造によって作られていることを知らしめている。
ムハンマドに下された啓示をまとめたイスラームの聖典たるクルアーンにも、「宗教には無理強いは禁物」との趣旨の記述があり、ムスリムたちに異教徒への寛容を呼びかけている。
初期カリフ時代からウマイヤ朝期にかけてムハンマドの遺言に従いイスラームが東地中海世界とペルシアを征服するにいたりキリスト教徒、ユダヤ教徒、ゾロアスター教徒は厳しく権利を保護された市民であるズィンミーとなり、イスラームの絶対的保護の下に置かれた。

### ペルシアにおけるゾロアスター教徒迫害
イスラム教軍のペルシア征服によりゾロアスター教徒は国家の庇護を失い、続くズィンミー化によりムスリムへの布教は禁止され、ジズヤなどの税金が課せられた。
結果として多くのゾロアスター教徒は長いイスラーム統治の間に『自発的に』イスラームに改宗した。またゾロアスター教徒の中には信教の自由を求めてインドに移住するものも多かった。19世紀にペルシアの近代化政策が始まり、インドの同胞の支援などもあってゾロアスター教徒は一旦解放された。

### ファーティマ朝のハーキムによるキリスト教徒・ユダヤ教徒迫害

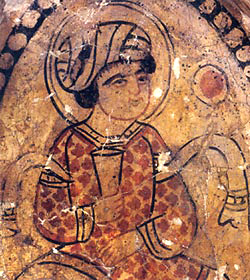
ハーキム

ファーティマ朝の君主ハーキムは熱烈なシーア派ムスリムであり、異教徒に対して厳しい取り締まりを行った。
ユダヤ教徒・キリスト教徒の男性は黒いターバンを必ず着用して外見で区別できるように命じ、それとともにキリスト教徒は木の十字架、ユダヤ教徒は鈴を常に身に付けるよう義務付けた。キリスト教の教会、修道院、ユダヤ教のシナゴーグはすべて廃止を命ぜられ、財産を没収された。
これには一切の例外はなく、1009年にはムスリム（イスラム教徒）によるエルサレム征服以来、キリスト教徒の宗教的自治によって保全されてきた聖墳墓教会すらも破壊された。

### 十字軍期の異教徒
十字軍がイスラム世界に於ける暴力的な征服を高めるにつれ、イスラーム以外の宗教に対する排他的姿勢もまた高まりを見せた。とりわけマグレブ、アンダルスに勢力を張ったムワッヒド朝は過激化するキリスト教徒、ユダヤ教徒に対し取り締まりを強化した。結果としてマグレブでのキリスト教徒の共同体は消滅した。
また、アンダルスでもモサラベやユダヤ人がキリスト教徒の支配する北部イベリアへの脱出やイスラームへの偽装棄教した。コルドバのユダヤ人哲学者マイモニデスもその一人でイスラームへの偽装改宗を行い、後にエジプトに亡命した際にムスリムの友人の助けを借りてムスリム法廷でこの改宗を無効とした。

### オスマン帝国のキリスト教徒・ユダヤ教徒
オスマン帝国は歴史的・地理的経緯から当初はキリスト教徒・ユダヤ教徒に対しても極めて寛大な政策を取っていた。スペインの迫害を逃れてきた多くのユダヤ人の存在からもこのことが証明されている。
当時帝国内の非ムスリムは法的には全て平等にズィンミー身分とされ、ムスリムの下に保護を位置づけられていたが、実際には数の上でムスリムと拮抗するキリスト教徒よりも圧倒的少数派のユダヤ教徒が社会的圧迫を感じていたが、当時のヨーロッパにおけるユダヤ人の待遇としては、最も良好だったと言える。
他方、帝国末期にはキリスト教徒は、ギリシャ人の蜂起を抑えられなかった責を問われ、グリゴリオス5世 (コンスタンディヌーポリ総主教)は復活大祭を祝った直後に罪を問われた。

### 北インド
12世紀以降トルコ系遊牧民が北インドの移住を開始した結果、多くの仏教徒とヒンドゥー教徒の間で戦闘が行われた。そして1203年、北部インドの代表的大僧院ヴィクラマシーラをトルコ系イスラム教徒が襲撃。無抵抗の僧侶達に凄惨な虐殺を開始した。僧侶をはじめ女子供を構わず皆殺しにし、ヴィクラマシーラ僧院は壊滅。このイスラム教徒による仏教徒大虐殺のせいで仏教は大打撃を蒙り、インド国内では完全な少数派宗教と転落し、イスラム教徒の北部支配が強まる中で滅亡した。そして現在のヒンドゥー教優位のインドとなった。
だが、ムスリムが支配していたムガル帝国期までには概ね平和的な関係がムスリムと非ムスリムの間に結ばれ、3代皇帝アクバル以降ジズヤは廃止され一世紀程度はほぼ完全な信教の自由と平等が確立した。

### アウラングゼーブのヒンドゥー教徒・シク教徒迫害

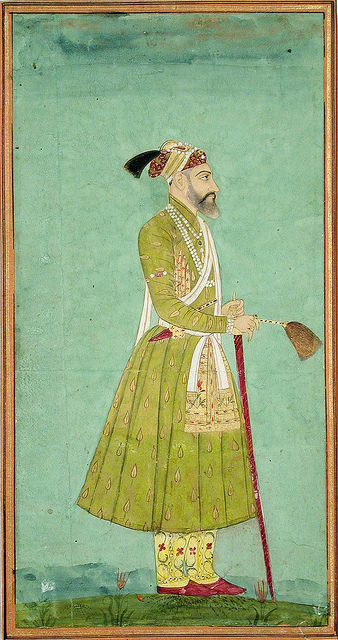
アウラングゼーブ

しかし、6代皇帝のアウラングゼーブは熱烈なスンナ派ムスリムで、イスラームへの信仰と異教徒への敵意からヒンドゥー教やシク教など他宗教に対する迫害を開始した。
ヒンドゥー寺院の破壊、寺院の新築・修繕の禁止、宗教教育の禁圧、ジズヤの復活などを行い、結果として帝国内の多くの非ムスリムがイスラム教へと改宗した。アウラングゼーブの政策は結果として、マラーターの指導者シヴァージーをはじめとする非ムスリムの反乱を呼び起こし、ムガル帝国の衰退の主因となった。
とはいえ、アウラングゼーブは軍事力においては死ぬまでヒンドゥー教徒に頼り続けなければならなかった。なぜなら、帝国軍の大部分の兵士や軍司令官さえもが、帝国の民族構成上ヒンドゥー教徒でだったからである。

### その他
非ムスリムはズィンミーとして恒常的に税制および人権上の区別が設けられ、ムスリムに対する制度喜捨（ザカート）よりも率の低い人頭税（ジズヤ）が課せられた。

## 現代の迫害

### イラン
現在のイランではシャリーア（古典イスラーム法）を直接適用するイスラム共和制の名の下にイスラム教徒と非イスラム教徒の間の格差が合法化されている。
ゾロアスター教徒、キリスト教徒、ユダヤ教徒には一定程度の信教の自由を保障されており、国会に少数ながら議席を確保されているなど『保護』されており、かつてのズィンミーに相当するとされる。

その下にイスラームの異端（カーフィル）、そして『欧米とイスラエルの手先』として支配層に認識されているバハイ教徒が存在しており、彼等の信仰は法律で禁止されているため多くがムスリムを装って生活しているとされる。バハイ教の信仰が発覚した場合、逮捕・投獄されることや場合によっては死刑に処されることもあり、国際連合や欧州連合などから問題視されている。また無神論者・無宗教者も同様の扱いを受けている。
国際連合や欧州連合、アムネスティ・インターナショナルなどは盛んにイランにおける宗教的迫害に対し抗議を行っているが、現在もそれを黙殺しいる。

### サウジアラビア
サウジアラビアではイスラム教が国教である。
宗教警察にあたる勧善懲悪委員会がある。またワッハーブ派はシーアを異端のイスラム教徒ではなく非イスラム教徒（異教徒）であると宣言しているため、サウジアラビア東部のシーア派のイスラム教徒の宗教的自由も制限されている。またワッハーブ派は、女性が車を運転することも禁止されているなどイスラム教の厳格な解釈に基づく人権弾圧も問題とされている。
日本発の新宗教団体として最大の海外組織を持つ創価学会も、サウジアラビアをはじめとする湾岸諸国ではアラブ首長国連邦のドバイに本拠を置く「湾岸創価学会」が兼轄する形を取っている。しかしSGI会長池田大作が現地の宗教家や有識者と対話したことはあるものの、国内的には事実上活動できない状況に追い込まれている。

### イエメン
イエメンでは、サウジなどと同様、ムスリムの影響力が極めて強く、飲酒などにおける刑が定められている。同性愛、背教罪にも厳しい刑がある。

### アフガニスタン
アフガニスタンのターリバーン政権は非ムスリム国民に対しイスラム教徒と区別できるよう特別な衣服の着用を義務付けた。
またターリバーンはアフガニスタンのバーミヤンにあった仏像を『邪教の偶像』として破壊した。これに対しても国際社会から批判が上がった。
ターリバーンの崩壊後も教条的ムスリムの影響力はきわめて強い。

### エジプト
エジプトではコプト教徒がイスラム教徒により保護されている。現在では信教の自由が保障されている。実際にはイスラームからコプトへの改宗は極めて少ない。
またイスラーム法の厳格な適用を求めるイスラム原理主義者の勢力が強まっており、コプト教徒のズィンミー化を強く主張するムスリム同胞団などと指摘されることがあるが、実際にはムスリム同胞団系勢力などによって成立した革命後の新憲法においても「信教の自由は、保障される。国家は、宗教的儀礼の実践と、啓示宗教のための礼拝施設の設置の自由を保障する。これらは法律の規定に従う」と明記された。

### スーダン
スーダンに於けるイスラム教徒とキリスト教徒の間の内戦については、1990年代の初めからスーダン人権協会も含めた様々な人権団体によって記録されている。
これには内戦という非宗教的要因が大きく、キリスト教徒がムスリムに対して虐殺などの行動を取っている。そのため1994年にはパストゥールでキリスト教徒への虐殺が発生した。

### イラク
イラクでは米英軍の侵攻に依り世俗的独裁政権であるフセイン政権が崩壊し、宗教勢力が伸張したため国内の少数派であるアッシリア東方教会などのキリスト教徒が、地域によっては地元のイスラム共同体からジズヤの支払いを要求されている場合もある。

### パキスタン
パキスタンでは建国の経緯から保守的イスラームの力が強く、国内のアニミストやヒンドゥー教徒、キリスト教徒などが共存している。イスラームやムハンマド、コーランの批判を禁ずる法律が非ムスリムを含めた全国民に適用されている。

2008年6月にはコーランを焼却し、ムハンマドへの批判を行ったとしてムスリムの男性が死刑判決を受けた。
また対テロ戦争の影響でパキスタン国内のキリスト教教会が襲撃される事件も発生した。

### その他の諸国
マレーシアでも、イスラームからの離脱は国外追放や再教育施設への収監などが行われている。
イスラエルの成立に伴い、武力衝突による人的被害が続き、植民地化されたパレスチナの国民を救うために、イスラム諸国ではユダヤ教徒へ抗議が増幅している。

## 迫害の原因

### 宗教的正当化
他の信仰への共存のために用いられるコーランの節、イスラーム法規定、ハディースなどは様々である。
元来イスラーム政権下に於いてイスラーム以外の信仰を信ずるものは、ユダヤ教徒・キリスト教徒など同系の宗教を信じる『啓典の民』とそれ以外に分けられた。啓典の民にはイスラームへの改宗とジズヤの支払いを条件にズィンミーとして一定の権利を認めるのがごく初期のイスラーム政権のあり方であったが、実際にはすぐにそれ以外の信仰を持つ者に対してもズィンミーとして信仰を許容することになり、生命権・財産権や信教の自由を保障された。このことから古典イスラーム法を直接現代に適用した場合、少なくともイスラーム以外の信仰を持つ者に対し保護を行い共存することは正当化しうるとされる。
また一部の原理主義者は、より厳しい異教徒観を持っており、無神論者や多神教徒はズィンミーとなる権利すらなく排斥するのみとする意見もある。更にユダヤ・十字軍に対する聖戦のための国際イスラム戦線やジハード団のようにキリスト教徒・ユダヤ教徒に対しても排斥を訴えるグループもあり、この場合ジハードの教義を持ち出し、「パレスチナで虐殺を続けるイスラエルとアメリカのイスラム世界への圧迫はキリスト教徒とユダヤ教徒のイスラム世界への侵略に他ならないとして」、その主張を正当化している。
シク教徒やバハイ教徒を弾圧する際には『ムハンマドは最後の預言者である』という教理を教条的に解釈し、両教はムハンマド以降に発生したために偽預言者の教えであるとして正当化を計るとされる。

## 評価
イスラームに於ける宗教的迫害については、親イスラーム主義的な学者と反イスラーム主義的な学者の間で評価が分かれている。反イスラーム主義的学者は『イスラームは本質的に他宗教に対し攻撃的な宗教である』と定義する傾向が強い。
イスラームによる宗教的迫害に関して一つの大きな論点となっているのは、イスラームに於ける強制改宗の有無や程度である。親イスラーム的学者は、少なくとも狭義の強制改宗（剣かコーランか）は全く無かったか極めて稀な逸脱であったとし、更にジズヤの支払いやズィンミー身分の強制などの抑圧による広義の改宗についても、その存在は認めるものの差別の度合いを少なく見積もる傾向がある。
一方、反イスラーム主義者の側は、現在ではズィンミーに対する『庇護』実態の不平等性・非対称性を強調し、狭義の改宗とあわせてイスラームの攻撃性を強調する傾向がある。
もう一つの論点は、歴史的にイスラーム教圏で取られた宗教的弱者への『寛容な』政策についてである。親イスラーム的学者は、これらの『寛容な』政策を高く評価し、イスラームの平和的性質と主張する傾向にある。対して反イスラーム的学者の側はこれらの『寛容な』政策は所詮は不平等な共存にすぎないとする傾向にある。